# Olga Safronowa
Olga Jewgenewna Safronowa, geborene Bludowa (russisch Ольга Евгеньевна Сафронова (Блудова), engl. Transkription Olga Safronova (Bludova); * 5. November 1991 in Qaraghandy, Kasachische SSR, Sowjetunion) ist eine kasachische Leichtathletin, die sich auf den Sprint spezialisiert hat. Sie ist Inhaberin des Landesrekordes über 100 Meter und wurde 2019 Asienmeisterin über diese Distanz und siegte zudem 2014 bei den Asienspielen über 200 Meter.

## Sportliche Laufbahn
Erste Erfahrungen bei internationalen Meisterschaften sammelte Olga Safronowa bei den Jugendweltmeisterschaften 2007 in Ostrava, bei denen sie mit 12,61 s in der ersten Runde ausschied. Im Jahr darauf wurde sie bei den Juniorenasienmeisterschaften in Jakarta Vierte im 200-Meter-Lauf. Sie qualifizierte sich über beide Disziplinen für die Juniorenweltmeisterschaften in Bydgoszcz und schied dort jeweils in der Vorrunde aus. 2010 gewann sie bei den Hallenasienmeisterschaften in Teheran die Silbermedaille mit der kasachischen 4-mal-400-Meter-Staffel sowie Bronze über 60 Meter. Kurz darauf gewann sie bei den Juniorenasienmeisterschaften in Hanoi die Bronzemedaille über 100 Meter und ursprünglich Gold mit der 4-mal-100-Meter-Staffel, diese wurde ihr jedoch wegen eines Dopingvergehens ihrer Landsfrau Julija Gawrilowa wieder aberkannt. Bei den Asienspielen in Guangzhou gelangte sie über 100 Meter in das Halbfinale und wurde mit der kasachischen 4-mal-100-Meter-Staffel im Vorlauf disqualifiziert. 2011 nahm sie an den Asienmeisterschaften in Kōbe teil und belegte dort über 100 Meter den siebten Platz sowie Platz fünf über 200 Meter. Bei der Sommer-Universiade in Shenzhen gelangte sie über 100 und 200 Meter in das Viertelfinale und bei den Weltmeisterschaften in Daegu schied sie im 100-Meter-Lauf mit 11,63 s in der ersten Runde aus.
2012 belegte sie bei den Hallenasienmeisterschaften in Hangzhou Platz vier über 60 Meter. Anschließend scheiterte sie über diese Distanz bei den Hallenweltmeisterschaften in Istanbul im Vorlauf und erreichte bei den Olympischen Spielen in London über 100 Meter das Halbfinale. 2013 belegte sie bei den Studentenweltspielen im russischen Kasan den siebten Platz über 100 Meter und gelangte über 200 Meter in das Halbfinale. Bei den Weltmeisterschaften in Moskau schied sie über 200 Meter in der ersten Runde aus. 2014 holte sie über 60 Meter Silber bei den Hallenasienmeisterschaften in Hangzhou, kam aber bei den Hallenweltmeisterschaften in Sopot erneut nicht über die erste Runde hinaus. Beim Leichtathletik-Continentalcup in Marrakesch wurde sie Siebte über 100 Meter und Sechste über 200 Meter und bei den Asienspielen in Incheon gewann sie Gold über 200 Meter, Bronze über 100 Meter und Silber in der 4-mal-100-Meter-Staffel.
Bei den IAAF World Relays 2015 auf den Bahamas erreichte sie mit der 4-mal-100-Meter-Staffel Rang sechs im B-Finale und gewann bei den Asienmeisterschaften in Wuhan Silber über 200 Meter und wurde Vierte über 100 Meter. Des Weiteren wurde sie mit der kasachischen Sprintstaffel im Finale disqualifiziert. Bei den Weltmeisterschaften in Peking schied sie über 100 Meter und 200 Meter jeweils im Vorlauf aus. 2016 qualifizierte sie sich erneut für die Olympischen Spiele in Rio de Janeiro, bei denen sie über 100 Meter und 200 Meter in der Vorrunde ausschied und mit der kasachischen Staffel ebenfalls im Vorlauf disqualifiziert wurde. 2017 gewann sie bei den Asienmeisterschaften in Bhubaneswar erneut Silber über 100 Meter, Bronze über 200 Meter, sowie die Goldmedaille mit kasachischen Staffel. Bei den Weltmeisterschaften in London schied sie mit der Staffel in der Vorrunde aus. Zwei Wochen später belegte sie bei den Weltstudentenspielen in Taipeh Platz sieben über 100 Meter, Platz sechs über 200 Meter und wurde mit der kasachischen Staffel im Finale disqualifiziert. Anfang September gewann sie bei den Asian Indoor & Martial Arts Games in Aşgabat die Bronzemedaille mit über 60 Meter. Mit der 4-mal-400-Meter-Staffel wurde sie disqualifiziert.
2018 nahm sie bereits zum dritten Mal an den Asienspielen in Jakarta teil und belegte dort über 100 Meter in 11,43 s den sechsten und über 200 Meter in 23,43 s den fünften Platz. Zudem gewann sie mit der kasachischen 4-mal-100-Meter-Staffel in 43,82 s die Bronzemedaille hinter den Mannschaften aus Bahrain und China. Im Jahr darauf siegte Safronowa mit neuem Meisterschaftsrekord von 11,17 s bei den Asienmeisterschaften in Doha im 100-Meter-Lauf und gewann über 200 Meter in 22,87 s die Silbermedaille hinter der Bahrainerin Salwa Eid Naser. Auch mit der Staffel sicherte sie sich in 43,36 s hinter den Chinesinnen die Silbermedaille. Bei den World Relays in Yokohama zwei Wochen darauf schied sie mit der 4-mal-100-Meter-Staffel mit 43,71 s in der Vorrunde aus. Über 100 und 200 Meter qualifizierte sie sich für die Weltmeisterschaften, die ebenfalls in Doha stattfanden und schied dort mit 11,40 s bzw. 23,16 s jeweils in der ersten Runde aus und konnte sich auch mit der Staffel in 43,79 s nicht für das Finale qualifizieren. 2021 startete sie über 200 m bei den Olympischen Spielen in Tokio und schied dort mit 23,64 s in der ersten Runde aus. Im Jahr darauf siegte sie in 11,40 s beim Qosanov Memorial und anschließend schied sie bei den Weltmeisterschaften in Eugene mit 11,65 s in der ersten Runde über 100 Meter aus und kam auch im 200-Meter-Lauf mit 23,50 s nicht über den Vorlauf hinaus. Daraufhin gelangte sie bei den Islamic Solidarity Games in Konya mit 11,37 s auf Rang sieben über 100 Meter und kam im 200-Meter-Lauf im Finale nicht ins Ziel.
2023 gewann sie bei den Hallenasienmeisterschaften in Astana in 7,32 s die Silbermedaille über 60 Meter hinter der Iranerin Farzaneh Fasihi. Im Juli belegte sie bei den Freiluftmeisterschaften in Bangkok in 23,63 s den sechsten Platz über 200 Meter und wurde mit der 4-mal-100-Meter-Staffel im Finale disqualifiziert. Im Oktober belegte sie bei den Asienspielen in Hangzhou in 23,67 s den vierten Platz über 200 Meter. Im Jahr darauf gewann sie bei den Hallenasienmeisterschaften in Teheran in 7,35 s erneut die Silbermedaille über 60 Meter hinter der Iranerin Farzaneh Fasihi. Im August schied sie bei den Olympischen Sommerspielen in Paris mit 23,70 s in der Hoffnungsrunde über 200 Meter aus. 2025 schied sie bei den Asienmeisterschaften in Gumi mit 11,73 s und 24,37 s jeweils in der Vorrunde über 100 und 200 Meter aus.
In den Jahren 2009, 2010 und 2012 sowie 2018, 2019 und von 2022 bis 2024 wurde Safronowa Kasachische Meisterin im 100-Meter-Lauf sowie 2017 und 2019 sowie 2022 und 2024 über 200 Meter und 2016 und 2018 mit der 4-mal-100-Meter-Staffel ihres Vereins. In der Halle sicherte sie sich den Meistertitel über 60 Meter 2010 und 2012 sowie von 2019 bis 2025 und über 200 Meter 2019, 2022 und 2024. Zudem wurde sie 2019 und 2023 auch Meisterin in der 4-mal-200-Meter-Staffel. Sie absolvierte ein Coaching-Studium an der Staatlichen Universität Qaraghandy.

## Persönliches
Safronowa war mit dem kasachischen Weitspringer Konstantin Safronow verheiratet und ist mit dem Profisportler Andrei Sokolov liiert. Ihre Mutter Irina Bludowa war als Hürdenläuferin aktiv und ihr Bruder Maxim Bludow startete im Hochsprung.

## Persönliche Bestzeiten
- 100 Meter: 11,09 s (+0,8 m/s), 24. Mai 2016 in Almaty (kasachischer Rekord)
  - 60 Meter (Halle): 7,26 s, 12. Februar 2022 in Öskemen
- 200 Meter: 22,79 s (+0,4 m/s), 229. Juni 2021 in Almaty
  - 200 Meter (Halle): 23,64 s, 20. Februar 2021 in Öskemen